# Bouaké
Bouaké è una città, sottoprefettura e comune della Costa d'Avorio, capoluogo del distretto di Vallée du Bandama.
È sede dell'Istituto Pierre Richet, centro di ricerca e formazione specializzato in malattie tropicali trasmesse da vettori.

## Amministrazione

### Gemellaggi
- Villeneuve-sur-Lot, dal 1957